# Pagliacci
Pagliacci je opera u dva čina po libretu i glazbi Ruggera Leoncavalla.
Prvi put je izvedena u "Teatro Dal Verme" u Milanu 21. svibnja 1892., s Fiorellom Giraudom, Adelinom Stehle, Victorom Maurelom, Francescom Daddijem, Mariom Rousselom pod ravnanjem dirigenta Artura Toscaninija.
Nedavno nakon prve izvedbe često se izvodila zajedno s Cavallerijom Rusticana Pietra Mascagnija.

## Radnja
Nakon instrumentalnog uvoda, reprezentacija počinje spuštenom zavjesom, s baritonom, obično onim koji glumi Tonija, u kostimu koji će kasnije nositi kao Taddeo, koji se na prosceniju predstavlja kao "prolog" (Si può?, si può?), djelujući kao glasnogovornik autora i izgovarajući vodeća načela i poetiku djela.
Mala putujuća kazališna kuća sastavljena od komičara Cania, njegove supruge Nedde i dvojice komičara Tonija i Beppea stiže u selo na jugu Italije kako bi postavila komediju. Canio ne sumnja da ga supruga, mnogo mlađa, vara sa Silvijem, lokalnim poljoprivrednikom, ali Tonio, fizički deformiran, koji voli Neddu i odbijen je, upozorava ga na izdaju. Canio otkriva da dvoje ljubavnika obećavaju jedni drugima ljubav, ali Silvio bježi bez da ga se vidi u licu. Muškarac se želi obrušiti na svoju ženu, ali Beppe stiže kako bi potaknuo početak predstave jer publika čeka. Canio ne može učiniti ništa drugo, unatoč uznemirenosti, već se šminkati i pripremiti za predstavu (Vesti la giubba).
Nakon simfonijskog interludija, Canio/Pagliaccio mora se lažno predstavljati kao izdani suprug u farsi, ali stvarnost ima prednost pred fikcijom (No, Pagliaccio non son) i on nastavlja govor prekinut neposredno prije, predbacujući Neddi/Colombini njegovu nezahvalnost i govoreći joj da se njegova ljubav sada promijenila u mržnju prema ljubomori. Žena, uplašena, pokušava održati komični ton, ali onda, ugrožena, oštro reagira. Beppe bi želio intervenirati, ali Tonio, uzbuđen situacijom, za koju je odgovoran svojim otkazom, sprječava ga, dok gledatelji, isprva privučeni transformacijom farse u dramu, prekasno shvaćaju da ono što vide više nije fikcija. Suočen s Neddinim odbijanjem da izgovori ime svog ljubavnika, Canio je prvo izbode na smrt, a zatim ju Silvio, prisutan u publici, požuri na pozornicu kako bi joj pomogao.
Nakon što se tragedija ostvari, prema originalnoj ocjeni, Tonio/Taddeo uzvikuje podrugljivo i zadovoljno, obraćajući se publici: "La commedia è finita!" ("Komedija je gotova!").

## Likovi
| Uloga  | Glas    | Pjevači na praizvedbi, 21. svibnja 1892. (Dirigent: Arturo Toscanini) |
| ------ | ------- | --------------------------------------------------------------------- |
| Canio  | tenor   | Fiorello Giraud                                                       |
| Nedda  | sopran  | Adelina Stehle                                                        |
| Tonio  | bariton | Victor Maurel                                                         |
| Beppe  | tenor   | Francesco Daddi                                                       |
| Silvio | tenor   | Mario Roussel                                                         |

## Orkestracija
Leoncavallova partitura zahtjeva:
- 3 flaute (treća može biti i pikolo), 2 oboe, engleski rog, 2 klarineta, bas klarinet, 3 fagota
- 4 horne, 3 trube, 3 trombona, tuba
- timpani, grancassa, činele, triangl, glockenspiel, tam-tam, zvona
- 2 harfe
- gudači

Svira se na sceni, iza scene (ovisi o redatelju):
- oboa, truba, violina, grancassa, 3 zvona

## Povijest

### Podrijetlo djela
Prema riječima samog skladatelja, opera je inspirirana zločinom koji se zapravo dogodio u Montalto Uffugu, u Kalabriji, gdje je skladatelj nekoliko godina živio kao dijete. Prema tadašnjim dokumentima, njegov tutor Gaetano Scavello bio je u vezi s lokalnom ženom, u koju je bio zaljubljen i izvjesni Luigi D'Alessandro: on, ljubomoran na ženu i javno uvrijeđen od strane Leoncavallovog učitelja, u noći 5. ožujka 1865. izbo je Scavella na izlazu iz kazališta, a pomogao mu je njegov brat Giovanni; žrtva je umrla nekoliko sati kasnije, ali je imenovala ubojice, koje je osudio Leoncavallov otac, sudac u Montaltu. Leoncavallo je kasnije tvrdio da se ubojstvo dogodilo pred njegovim očima i da ga je izvršio klaun koji je upravo ubio svoju ženu, jer je tvrdio da je među odjećom pronašao poruku od Scavella.
Kada je 1894. opera prevedena na francuski, pjesnik, dramaturg i libretist Catulle Mendès optužio je Leoncavalla za plagijat, jer je vjerovao da je radnja uslijedila nakon radnje njegove opere "La Femme de Tabarin", iz 1887. godine (obje su uključivale komediju unutar opere, ljubomornog muškarca, komediju koja se pretvara u stvarnost ubojstvom žene iz ljubomore); Leoncavallo se branio tvrdeći da je radnja inspirirana vijestima kojima je svjedočio kao dijete i istaknuo da je Mendèsov rad također podložan plagijatu, budući da je nalikovao drugim prethodnima, poput "Un drama nuevo" Manuela Tamaya y Bausa; Mendès je tada povukao optužbu.

### Prva izvedba
Opera je izvorno nazvana Pagliaccio, ali francuski bariton Victor Maurel, koji je pomogao Leoncavallu da organizira prvu izvedbu, nije želio da njegova uloga (Tonio) zauzme drugi plan u korist tenora (Canio); izdavač je, kako bi izbjegao ugrožavanje prvog, promijenio naslov u Pagliacci.
Opera je prvi put izvedena u Milanu 21. svibnja 1892. pod ravnanjem mladog i malo poznatog Artura Toscaninija i odmah je postigla veliki uspjeh, koji Leoncavallo više nije mogao dobiti svojim kasnijim djelima; u roku od dvije godine prevedena je na mnoge europske jezike i, zbog svoje kratkoće (oko sat vremena), često je bila uparena s još jednim kratkim opernim djelom, Cavalleria rusticana od Mascagnija.